# Gran Teatro de Douglas
El Gran Teatro de Douglas o simplemente el Gran Teatro (en inglés: Grand Theatre) se localiza en Douglas, Arizona, al sur de Estados Unidos y fue diseñado por Eugene Durfee. Abrió sus puertas en 1919. Ginger Rogers, Pavlova y John Philip Sousa son sólo algunos de los que han tenido presentaciones en el escenario del Gran Teatro. Originalmente , también albergaba una sala de té , una tienda de dulces y una peluquería. Fue el escenario de muchas producciones en vivo de teatro, películas, y graduaciones de la Douglas High School (secundaria).
Con el paso de los años el teatro ha caído en tiempos difíciles en los últimos años, después de haber sufrido un accidente con el techo colapsando debido a las canaletas de lluvia tapadas y el daño interior masivo desde por el agua filtrada. Sin embargo, el Gran teatro está en proceso de ser restaurado a su estado original .
Fue incluido en el Registro Nacional de Lugares Históricos en 1976. 